# Bavaria Cruiser 41 (2013)

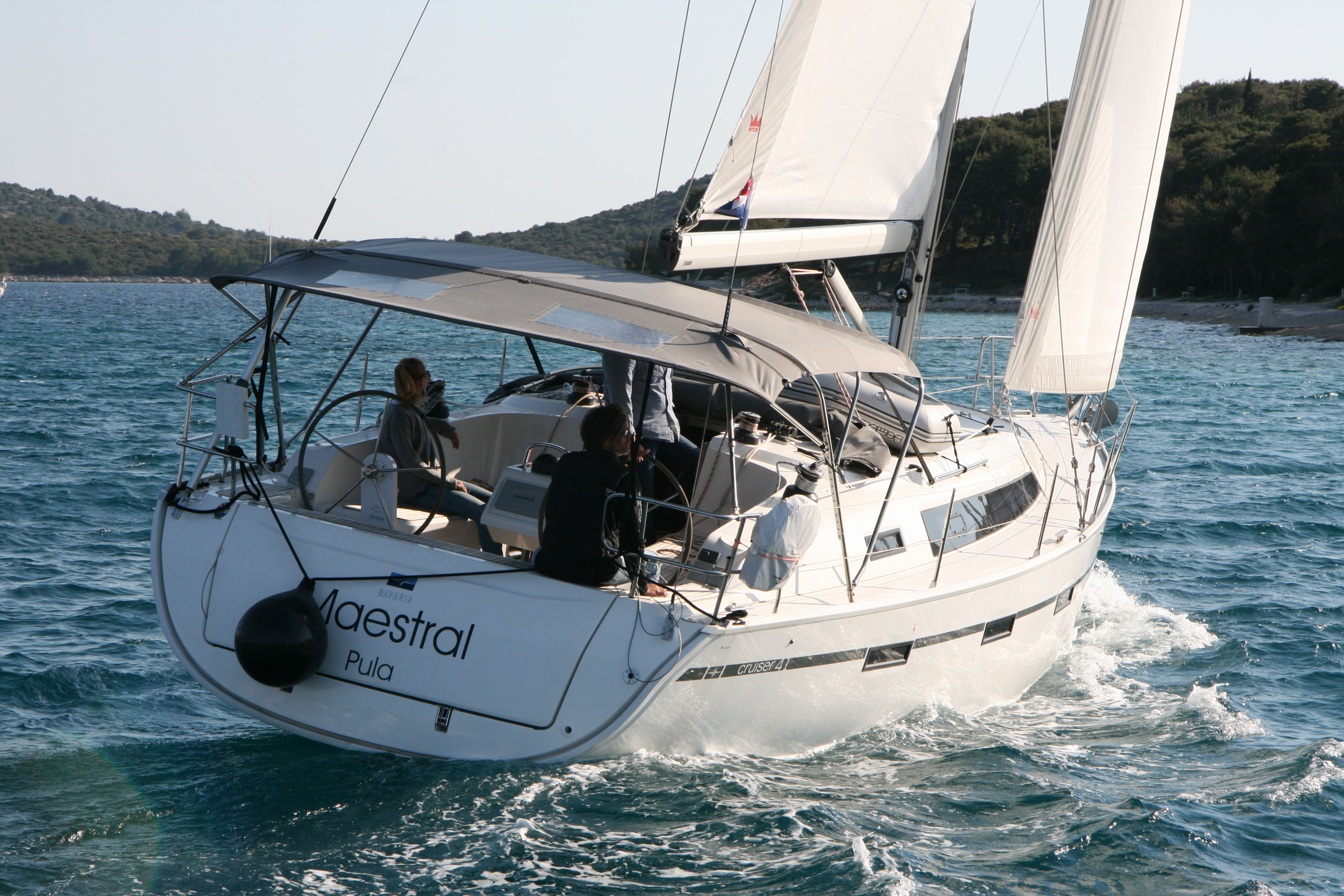
Fahrt am Wind

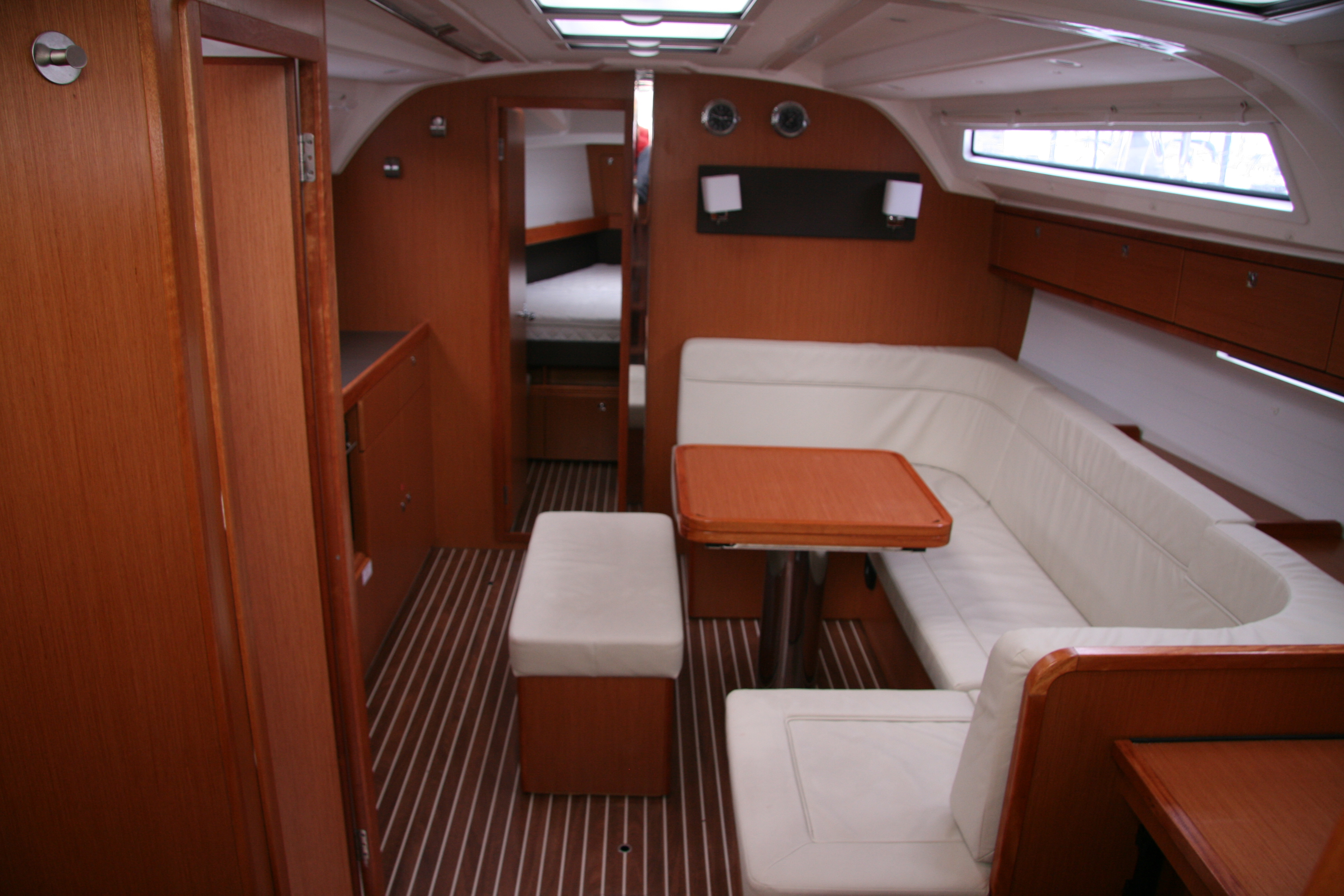
Salon

Die Bavaria Cruiser 41 ist eine in Serienproduktion gefertigte Segelyacht des deutschen Herstellers Bavaria Yachtbau, die 2013 vorgestellt und bis 2018 verkauft wurde. Seit 2020 wird die Yacht modifiziert unter derselben Modellbezeichnung wieder angeboten.

## Bauweise und Konstruktion
Der Rumpf besteht aus glasfaserverstärktem Kunststoff (GFK) und ist im Handauflegeverfahren gefertigt. Das Deck ist in Sandwichbauweise mit Schaumkern angelegt. Design und Konstruktion stammen von Farr Yacht Design. Es gibt zwei Kielversionen: Einen Flachkiel mit 1,65 Meter Tiefgang und die normale Version mit 1,95 Meter Tiefgang. Die Standardversion der Bavaria Cruiser 41 ist mit einem Dieseltank mit 210 Litern, einem Wassertank mit 360 Litern und einem Motor mit 29 kW Leistung ausgestattet.
Im Cockpit befinden sich zwei Steuerstände (Doppelradsteuerung). Im Heck befindet sich eine ausklappbare Badeplattform. Wenn die Plattform eingeklappt ist, dient sie als Heckabschluss und Sitz für den Rudergänger.

## Einrichtung
Die Standardversion der Bavaria Cruiser 41 hat drei Kabinen und zwei Nasszellen. Im Vorschiff befindet sich ein Doppelbett mit 2,18 Metern Länge und 2,05 Meter Schulterbreite. Die Pantry ist längsseits an Backbord angeordnet. Die beiden gleich großen Achterkabinen sind 2 Meter lang, im Kopfbereich 1,64 Meter breit, am Fußende verjüngt auf 1,24 Meter. Der Salontisch ist klapp-, aber nicht absenkbar. Somit ist die Salonsitzbank auf der Steuerbord-Seite nicht als Doppelkoje nutzbar. Mittschiffs auf der Steuerbord-Seite ist der Kartentisch. Der Innenausbau wurde mit Furnieren aus Bossé, einem dem Mahagoni ähnlichen Holz geliefert. Innenausbau mit Furnieren aus Eiche oder Teakholz war optional möglich.

## Besegelung
Die Standardversion der Yacht ist mit durchgelattetem Großsegel ausgestattet, ein Rollgroßsegel war optional erhältlich. Das Großsegel wird über zwei getrennte Schotzüge getrimmt. Diese ersetzen den Traveller. Die Rollgenua ist mit 106 % leicht überlappend. Die Segeltragezahl beträgt 4.4.

## Einstufung nach deutschem Recht
- Die Segelyacht ist nicht schiffsregisterpflichtig, da sie weniger als 15 m lang ist.
- Die Segelyacht ist nicht binnenschiffsregisterpflichtig, da sie keine 15 m³ verdrängt.